# Hopedale (Newfoundland a Labrador)
Hopedale (název Inuitů: Agvituk) je obec ležící na východním cípu pobřeží poloostrova Labrador v kanadské provincii Newfoundland a Labrador. Při sčítání lidu z roku 2016 žilo v obci 574 obyvatel, z nichž se k protestantství se hlásilo 87 procent a dvě procenta obyvatel se hlásilo k církvi katolické. Jedinou školou v Hopedale je škola Jana Amose Komenského na kopci Nanuk Hill.

## Historie

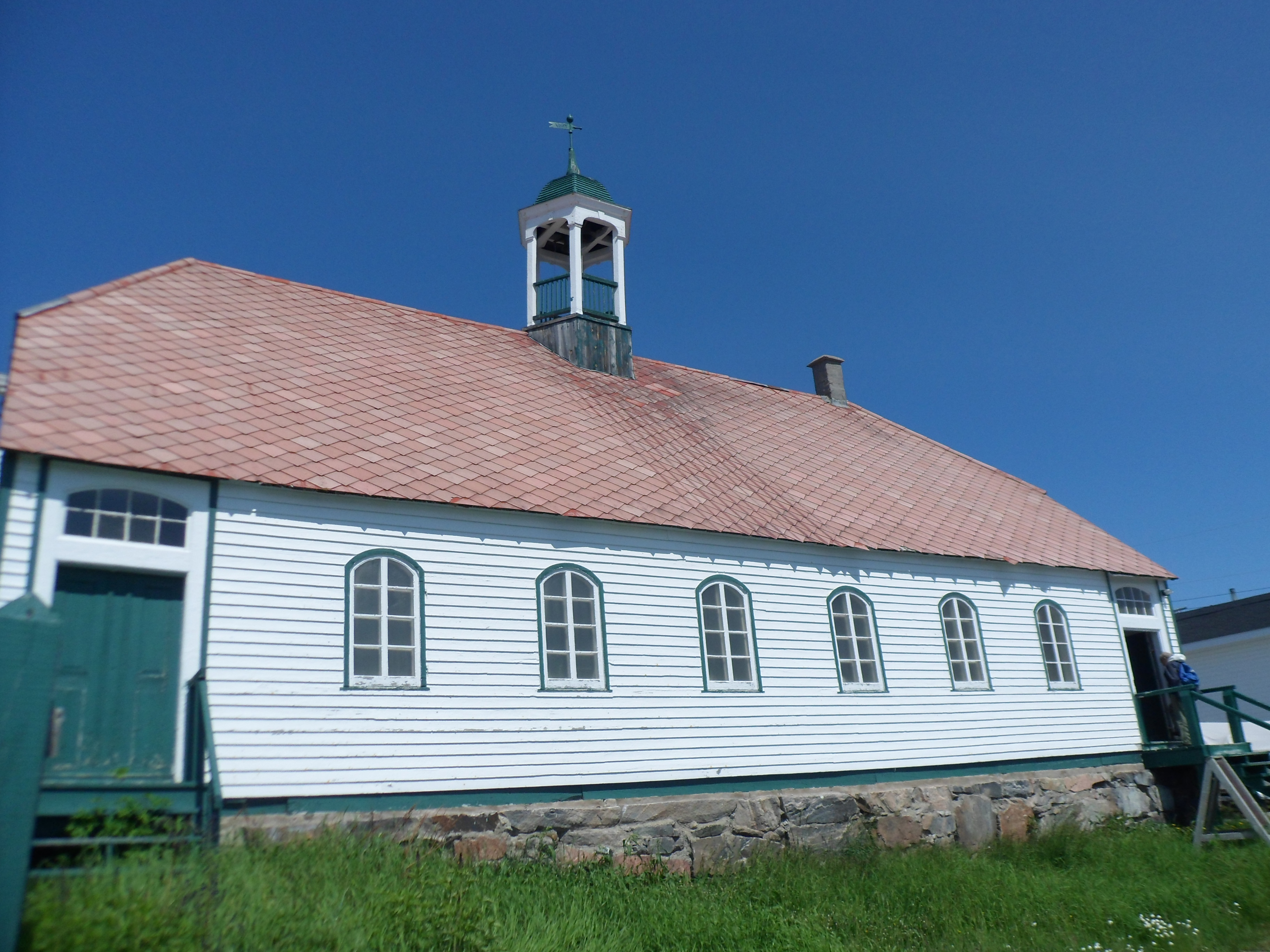
Kostelík misionářů Moravské církve

Do inuitské osady Agvituk připluli na své lodi „Irene“ v roce 1782 bratrští misionáři z Herrnhutu a založili zde misijní stanici zvanou „Hoffenthal“. Místo bylo o něco později přejmenováno na Hopedale. Mezi zakladatele stanice patří i moravská exulantka a misionářka Elisabeth Schneider, která se narodila ve Butovicích, s manželem Johannem, jenž se narodil v Suchdole nad Odrou. Misionářská stanice je národní kulturní památkou Kanady. Muzeum spravuje historická společnost Agvituk.

### Zajímavosti z historie
Johann Ludwig Beck, misionář v Hopedale na Labradoru, byl prvním dítětem první misionářky-ženy v Grónsku (tou byla Rosina Beck, rozená Stach, exulantka z Mankovic). Johann se narodil 20. 6. 1737 v misijní stanici Neu-Herrnhut v Grónsku, jeho rodiče později působili v Lichtenfelsu. Za toto „exotické“ dítě nabízel jeden Gróňan strádajícím misionářům tulení maso. Informaci zaznamenali a uvedli ve své misijní zprávě grónští misionáři, aby jí pobavili herrnhutský sbor.

## Geografie

### Klima
| Hopedale (1961-1990) – podnebí | Hopedale (1961-1990) – podnebí | Hopedale (1961-1990) – podnebí | Hopedale (1961-1990) – podnebí | Hopedale (1961-1990) – podnebí | Hopedale (1961-1990) – podnebí | Hopedale (1961-1990) – podnebí | Hopedale (1961-1990) – podnebí | Hopedale (1961-1990) – podnebí | Hopedale (1961-1990) – podnebí | Hopedale (1961-1990) – podnebí | Hopedale (1961-1990) – podnebí | Hopedale (1961-1990) – podnebí | Hopedale (1961-1990) – podnebí |
| Období                         | leden                          | únor                           | březen                         | duben                          | květen                         | červen                         | červenec                       | srpen                          | září                           | říjen                          | listopad                       | prosinec                       | rok                            |
| ------------------------------ | ------------------------------ | ------------------------------ | ------------------------------ | ------------------------------ | ------------------------------ | ------------------------------ | ------------------------------ | ------------------------------ | ------------------------------ | ------------------------------ | ------------------------------ | ------------------------------ | ------------------------------ |
| Nejvyšší teplota [°C]          | 5,6                            | 7,2                            | 10,0                           | 11,8                           | 28,3                           | 31,1                           | 33,3                           | 29,4                           | 25,6                           | 20,6                           | 12,9                           | 8,9                            | 33,3                           |
| Průměrné denní maximum [°C]    | −12,3                          | −11,6                          | −6,9                           | −1,1                           | 4,6                            | 10,0                           | 14,4                           | 14,3                           | 10,2                           | 4,5                            | −0,6                           | −7,8                           | 1,5                            |
| Průměrná teplota [°C]          | −16,4                          | −16,1                          | −11,4                          | −5,2                           | 1,3                            | 6,0                            | 10,3                           | 10,6                           | 7,0                            | 1,9                            | −3,2                           | −11,2                          | −2,2                           |
| Průměrné denní minimum [°C]    | −20,7                          | −20,8                          | −16,0                          | −9,4                           | −2,1                           | 2,0                            | 6,2                            | 6,9                            | 3,8                            | −0,8                           | −5,9                           | −14,8                          | −6,0                           |
| Nejnižší teplota [°C]          | −40,0                          | −40,0                          | −35,0                          | −28,2                          | −17,2                          | −5,6                           | −1,1                           | 1,1                            | −5,0                           | −12,2                          | −20,6                          | −30,0                          | −40,0                          |
| Průměrné srážky [mm]           | 75,1                           | 77,7                           | 79,1                           | 56,3                           | 50,7                           | 65,2                           | 86,0                           | 70,2                           | 57,9                           | 68,3                           | 64,8                           | 70,6                           | 822,0                          |
| Sněžení [cm]                   | 72,4                           | 75,2                           | 76,5                           | 48,3                           | 25,2                           | 6,6                            | 0,6                            | 0                              | 2,4                            | 20,2                           | 51,2                           | 67,2                           | 445,8                          |
| Zdroj: Environment Canada      |                                |                                |                                |                                |                                |                                |                                |                                |                                |                                |                                |                                |                                |

## Doprava
Neexistují žádné silnice, které by spojovaly Hopedale se zbytkem provincie Newfoundland a Labrador. Místní pozemní přeprava v komunitě je zajišťována po štěrkových cestách soukromými vozidly, čtyřkolkami či sněžnými skútry. Od poloviny června do poloviny listopadu jezdí trajekt z Goose Bay podél labradorského pobřeží trasou, která vede přes Hopedale do Nainu. Malé místní letiště je jen pro malá turbovrtulová letadla a vrtulníky.

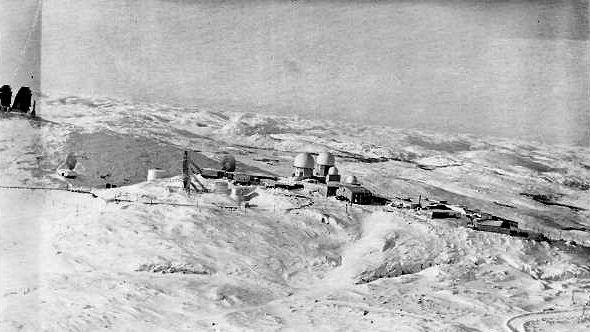
Letiště v Hopedale, rok 1964

## Podnebí
Klima ovlivňuje Labradorský proud. Hopedale se nachází na severu chladného mírného klimatického pásma. V letních měsících (červenci a srpnu) je průměrná teplota 10 °C; v zimních měsících (lednu a únoru) −16 °C.